# Bank of Alexandria (Virginia)

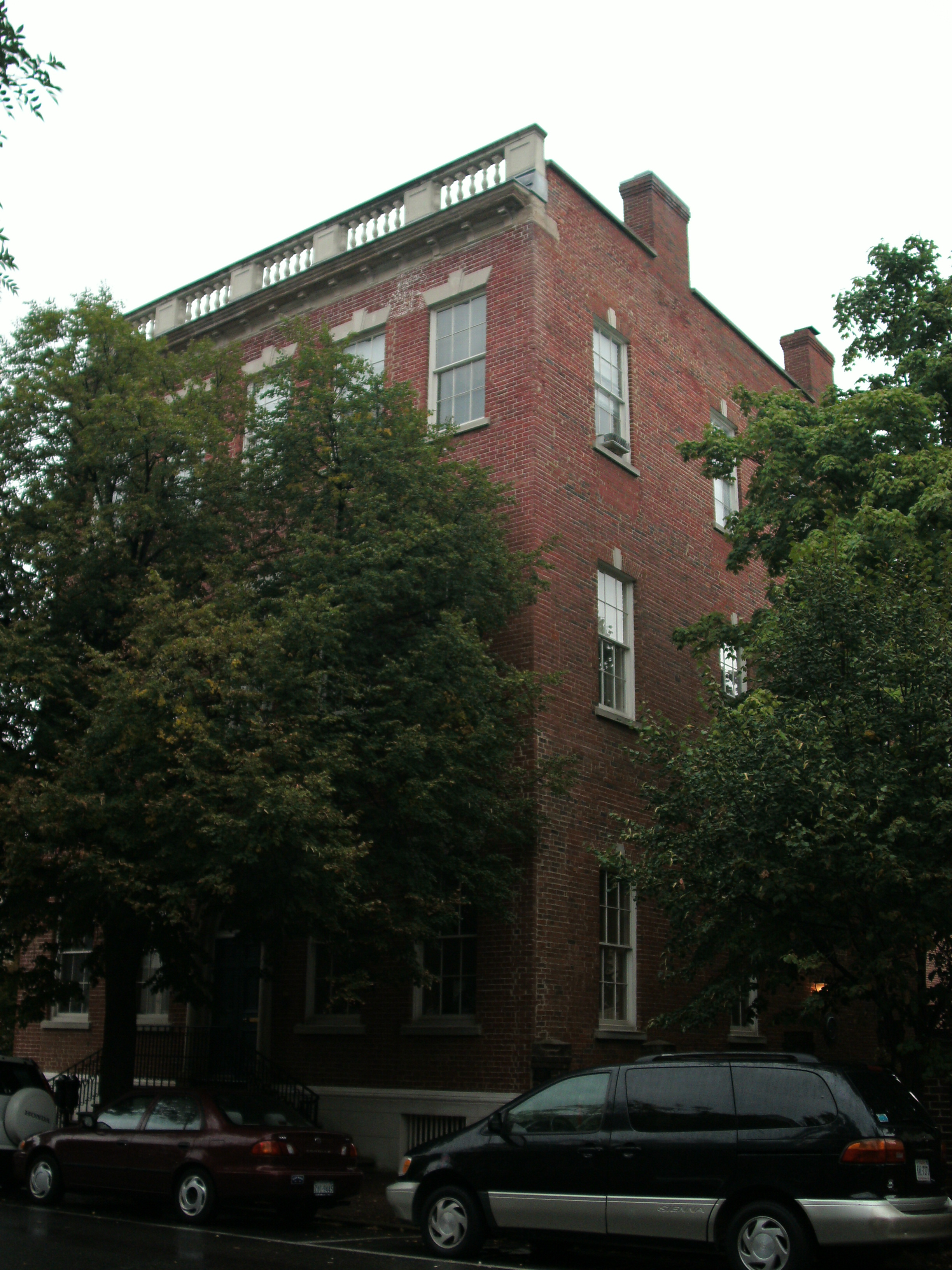
Gebäude der Bank of Alexandria in Alexandria (Virginia)

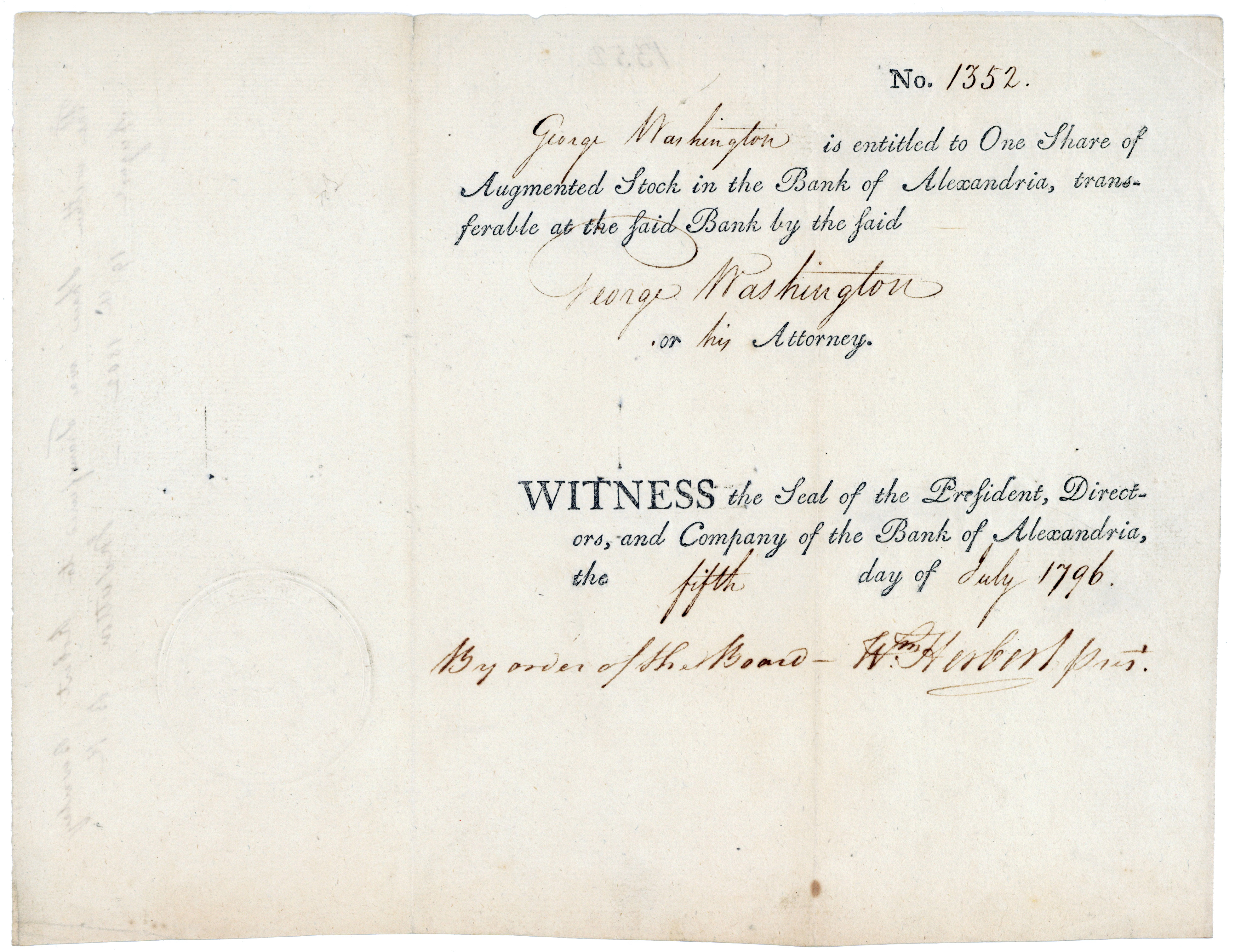
Aktie der Bank of Alexandria, ausgestellt am 5. Juli 1796 auf George Washington während seiner Amtszeit als erster Präsident der Vereinigten Staaten. Die 1792 gegründete Bank war die allererste staatlich konzessionierte Bank von Virginia überhaupt, wobei George Washington zu den Gründungsaktionären gehörte. Von den 25 Aktien, die sich in seinem Besitz befanden, ist nur das hier vorgestellte Exemplar bekannt.

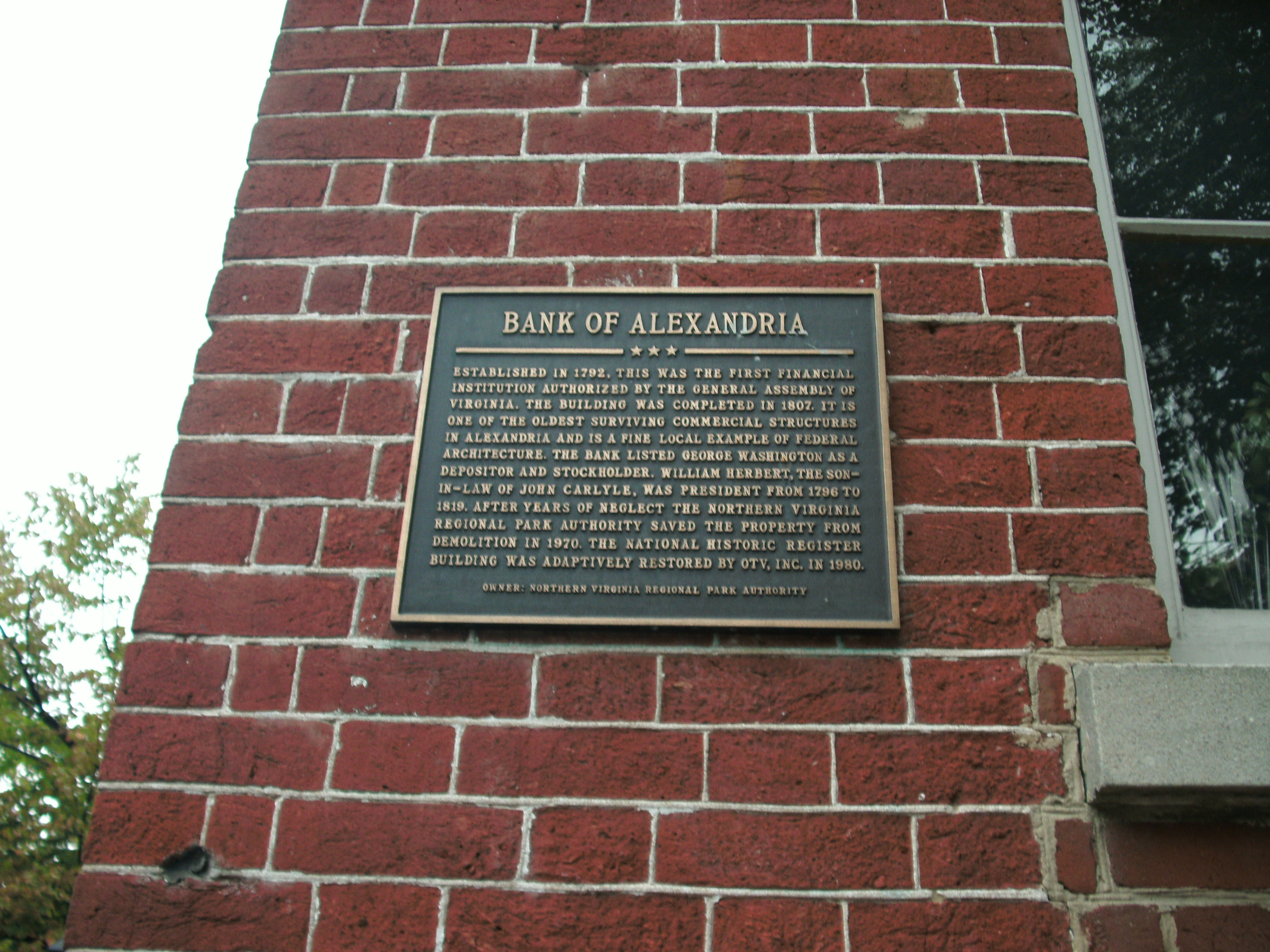
Hinweis-Plakette auf die Bank of Alexandria am Gebäude

Die Bank of Alexandria war eine US-amerikanische Bank in Alexandria (Virginia), deren historisches Geschäftsgebäude 1973 in das National Register of Historic Places aufgenommen wurde.
Das ursprüngliche Bankgebäude wurde 1807 erbaut und steht heute in einem denkmalgeschützten Gebiet, dem „Alexandria Historic District“.